# Vacca (cognome)
Vacca è un cognome di lingua italiana.

## Varianti
Goria, Gorio, Gualco, Vaccà, Vaccai, Vaccarella, Vaccarelli, Vaccarello, Vaccari, Vaccariello, Vaccarini, Vaccarino, Vaccaro, Vaccaroni, Vaccato, Vacchelli, Vaccher, Vaccheri, Vacchetta, Vacchetti, Vacchi, Vacchini, Vacha, Vachieri, Vachino, Vacquer.

## Origine e diffusione
Cognome tipicamente panitaliano, è presente prevalentemente in Italia meridionale.
Potrebbe derivare dal latino vacca, "mucca".
La variante Vaccaro è meridionale; Vaccai è toscano; Vaccari è settentrionale; Vacchi è emiliano-romagnolo; Vaccher e Vacquer sono veneti; Vachino è piemontese; Gualco è ligure e piemontese.

## Persone
- Gianluca Vacca (1973) – politico italiano
- Giovanni Vacca (1810-1879) – ammiraglio e politico italiano
- Giovanni Vacca (1872-1953) – matematico, storico della scienza e sinologo italiano